# Сомянка-Парцеле
Сомянка-Парцеле (пол. Somianka-Parcele) — село в Польщі, у гміні Сомянка Вишковського повіту Мазовецького воєводства.
Населення — 233 особи (2011).
У 1975-1998 роках село належало до Остроленцького воєводства.

## Демографія
Демографічна структура станом на 31 березня 2011 року:
|          | Загалом | Допрацездатний вік | Працездатний вік | Постпрацездатний вік |
| -------- | ------- | ------------------ | ---------------- | -------------------- |
| Чоловіки | 123     | 24                 | 89               | 10                   |
| Жінки    | 110     | 28                 | 66               | 16                   |
| Разом    | 233     | 52                 | 155              | 26                   |